# Княгининівський ліцей Волинської обласної ради
Княгининівський ліцей Волинської обласної ради - загальноосвітній навчальний заклад з поглибленим вивченням іноземних мов та інформатики. Знаходиться в селі Княгининок, Луцький район, Волинська область.

## Історія
12 квітня 1961 року - відкрито школу-інтернат.
1991 - відкрито спеціалізовані класи гуманітарного профілю з поглибленим вивченням іноземних мов (англійської, німецької).
2001 - розпочато вивчення другої іноземної мови (польської, німецької) з 10-го класу.
2004 - школу-інтернат реорганізовано на Маяківський навчально-виховний комплекс "загальноосвітня школа-інтернат І-ІІІ ст. - лінгвістичний ліцей"
2016 - Маяківський навчально-виховний комплекс "загальноосвітня школа-інтернат І-ІІІ ст. - лінгвістичний ліцей" реорганізовано  в Княгининівську спеціалізовану школу–інтернат І–ІІІ ступенів «Центр освіти та соціально–педагогічної підтримки».
2018 - Княгининівську спеціалізовану школу–інтернат І–ІІІ ступенів «Центр освіти та соціально–педагогічної підтримки» реорганізовано  в Княгининівський ліцей Волинської обласної ради.

## Інформація про учнів
Загальна кількість учнів - 457 (станом на 10.11.2023)
Кількість класів - 15:
7 - 1;
8 -  3 класи: 8-А, 8-Б, 8-В;
9 - 4 класи: 9-А, 9-Б, 9-В, 9-Г;
10 - 4 класи: 10-А ,10-Б, 10-В, 10-Г;
11 - 3 класи: 11-А, 11-Б, 11-В.

### Навчання учнів за профілем
- Профіль іноземної філології - 374 учні;
- Інформаційно-технологічний профіль - 83 учні.

### Гуртки, секції організовані закладом
- Спортивно - патріотичний;
- Музично - естетичний.

## Структура Княгининівської шкільної республіки[1]
Школа працює над самовдосконаленням та самовихованням учнів, формуванням соціально активної особистості.  Одним із способів реалізації цієї мети є учнівське самоврядування, яке дає змогу учневі-лідеру вчитись самостійно приймати рішення. Самоврядування має назву "Княгининівська шкільна республіка". Складається з трьох відділів: відділи Дозвілля "На хвилі", "Голос молоді", відділ Побуту та екології "Чисте повітря", відділ волонтерства «Щире серце».
Шляхом голосування було обрано мера, радників, секретаря.

## Керівництво ліцею[2].
Омелько Ольга Анатоліївна - т.в.о. директора школи.
Дуць Світлана Дмитрівна - заступник директора з навчально-виховної роботи.
Возняк Людмила Леонідівна - заступник директора з навчально-виховної роботи.
Круковець Лариса Іванівна - заступник директора з навчальної роботи.
Яручик Тетяна Василівна - заступник директора з навчальної роботи.
Чемерис Тетяна Миколаївна - заступник директора з господарської роботи.

## Педагоги
Педагоги школи -  це згуртований колектив, в який об’єднуються 4 методичні комісії:
- вчителів іноземної мови;
- вчителів гуманітарного циклу;
- вчителів природничо-математичного циклу;
- класних керівників і вихователів 7-11 класів.

## Додаткова інформація

### Матеріально-технічне забезпечення:
У закладі освіти багато зроблено для зміцнення та оновлення матеріально-технічної бази.
У Княгининівському ліцеї створено 29 навчальних кабінетів. Серед них:
- 10 кабінетів іноземної мови;
- 3 кабінети інформатики;
- 2 кабінети математики;
- 1 кабінет фізики;
- 1 кабінет хімії;
- 1 кабінет географії;
- 4 кабінети української мови та літератури;
- 1 кабінет зарубіжної літератури;
- 2 майстерні;
- 1 фізкультурна зала;
- 1 тренажерна зала
- бібліотека

У рік 50-річчя створена кімната Духовності.

### Проєктна діяльність
- Міжнародний проєкт Гете – Інституту (діючий з 2016 року) - участь здобувачів освіти, педагогів ліцею у проєктах інституту (обмін досвідом, здача іспитів). У підсумку здачі іспитів здобувачі освіти отримують сертифікати про рівень володіння іноземною мовою загального європейського рівня.
- "З німецькою в тур" (діючий з 2016 року) - мовні асистенти з Німеччини проводять для здобувачів освіти семінари та майстер – класи з вивчення німецької мови.
- «CLIL у моїй школі» (діючий) - педагоги ліцею практикують предметно – мовне інтегроване навчання німецькою мовою.
- Міжнародна співпраця з ліцеєм № 29 м. Люблін (діюча з 2010 року) - угода про освітній і культурний обмін. На період дії воєнного стану в Україні проводилися онлайн –зустрічі в ZOOM.
- «Вивчай та розрізняй: інформаційна грамотність» (діючий з травня 2020 року) - реалізується Радою міжнародних наукових досліджень та обмінів (IREX) за підтримки Посольства США та Великої Британії у партнерстві з Міністерством освіти і науки України та Академією української преси. Метою проєкту є формування навичок критичного аналізу інформації, перевірки достовірності джерел новин, уміння розрізняти факти, судження та фейки, самостійно протистояти пропаганді та маніпуляціям. Педагоги ліцею отримали безкоштовний доступ до навчально  - методичних матеріалів.

## Див.також
Княгининок
Луцьк